# Ctenosaura acanthura
El garrobo del noroeste  (Ctenosaura acanthura), también conocida como iguana de cola espinosa del noroeste o iguana espinosa del Golfo es una especie de lagarto escamoso iguánido descrito por el naturalista británico George Shaw en 1802. Su área de distribución se extiende desde el norte de México al centro de Tamaulipas, comprende todo el estado de Veracruz, el estado de Oaxaca en el Istmo de Tehuantepec y la parte noroeste del estado de Chiapas; se traslapa en estas entidades con la correspondiente a Ctenosaura similis. Su estatus de conservación es "sujeta a protección especial" en las normas oficiales mexicanas.
Hay un claro dimorfismo sexual entre hembras y machos, siendo estos últimos más grandes que las hembras. Un macho adulto llega a medir 1.4 metros y las hembras 1 metro. Son de color negro teniendo escamas parecidas a espinas en el dorso y formando anillos de escamas en forma de espinas en la cola, lo que le da el nombre en español de iguana espinosa del Golfo. 
Es una especie de carácter diurno tendiéndose en las rocas a tomar el sol y siendo muy rápidas y ágiles lo que le permite trepar árboles velozmente para escapar de sus depredadores. Su dieta está compuesta de hojas, flores y frutos. Actualmente la iguana espinosa del Golfo se encuentra registrada como una especie protegida por la legislación mexicana, con un estatus de Pr (Especie sujeta a protección especial.) Esto es debido a la destrucción del hábitat por las actividades agrícolas y la captura de ejemplares para su comercialización como mascotas o consumo de carne.